# 李若嘉
李若嘉（1989年11月1日—），遼寧省丹東市人，中國內地女演員、藝術家，畢業於北京電影學院表演系。代表作有《一起同過窗》、《楚喬傳》、《聽雪樓》《通天狄仁杰》、《绝地枪王》等。